# Saint-Crépin-aux-Bois
Saint-Crépin-aux-Bois település Franciaországban, Oise megyében. Lakosainak száma 175 fő (2022. január 1.). Saint-Crépin-aux-Bois Attichy, Berneuil-sur-Aisne, Choisy-au-Bac, Rethondes és Tracy-le-Mont községekkel határos.

## Népesség
A település népessége az elmúlt években az alábbi módon változott:
| Lakosok száma | 238  | 229  | 215  | 202  | 188  | 180  | 174  | 175  |
|               | 2013 | 2015 | 2017 | 2018 | 2019 | 2020 | 2021 | 2022 |